# Свети Георги (Галища)
Вижте пояснителната страница за други значения на Свети Георги.
„Свети Георги“ (на гръцки: Ναός Αγίου Γεωργίου) е средновековна православна църква, разположена в костурското село Галища (Оморфоклисия), Егейска Македония, Гърция.

## История
Църквата е католикон – главна църква на стар манастир. Храмът е строен през XI или XII век, и по-конкретно средата на XII век според първия стенописен слой. Вторите стенописи са датирани с надпис в 1287 година:
| „ | ΑΝΗΓΕΡΘΗ ΕΚ ΒΑΘΡΩΝ ΚΑΙ ΑΝΗΣΤΟΡΗΘΗ Ο ΘΕΙΟC ΚΑΙ ΠΑΝCΕΠΤΟC ΝΑΟC ΤΟΥ ΑΓΙΟΥ ΚΑΙ ΕΝΔΟΞΟΥ ΜΕΓΑΛΟΜΑΡΤΥΡΟC ΚΑΙ ΤΡΟΠΑΙΟΦΟΡΟΥ ΓΕΩΡΓΙΟΥ ΔΙ ΕΞΟΔΩΝ ΚΑΙ ΚΟΠΩΝ ΤΩΝ ΠΑΝΕΥΓΕΝΕΣΤΑΤΩΝ ΝΕΤΖΑΔΟΝ ΚΑΙ ΑΥΤΑΔΕΛΦΩΝ ΤΟΥ ΤΕ ΚΥΡΙΟΥ ΝΙΚΗΦΟΡΟΥ ΚΑΙ ΚΥΡΙΟΥ ΙΩΑΝΝΟΥ ΚΑΙ ΚΥΡ ΑΝΔΡΟΝΙΚΟΥ ΕΝΙ ΤΗC ΒΑCΙΛΕΙΑC ΤΩΝ ΘΕΟCΤΕΛΤΩΝ ΜΕΓΑΛΩΝ ΒΑCΙΛΕΩΝ ΑΝΔΡΟΝΙΚΟΥ ΚΑΙ ΕΙΡΗΝΗC ΚΑΙ ΤΟΥ ΥΙΟΥ ΑΥΤΩΝ ΜΙΧΑΗΛ ΚΑΙ ΜΑΡΙΑC ΤΩΝ ΠΑΛΑΙΟΛΟΓΩΝ ΕΠΙ ΕΤΟΥC - 1287 | “ |

В 1684 година Галища заедно с църквата „Свети Георги“ и село Чука с манастира „Свети Архангели“ са придадени на манастира „Света Богородица Мавровска“.
Според Търпо Поповски и Златко Каратанасов в 1872 година при случайно срутване на един зид в църквата се открива хранилище на старобългарски пергаментови ръкописи, които са изгорени от костурския митрополит Никифор.
В 1924 година храмът е обявен за паметник на културата.
Църквата е реставрирана в 1950 година и повторно в 1989 година.

## Архитектура
Първоначалната църква е кръстокуполна с нартекс, като по-късно към нея е добавен втори напречен кораб, който включва в себе си дотогава отделната камбанария и галерия с параклиси в северната и южната страна. Като архитектура наподобява „Света Богородица Перивлепта“ в Охрид.

## Живопис
Първоначалният живописен слой е запазен само във фрагменти, разкрити при реставрация. На западната страна на новия кораб има добре запазени стенописи, датирани с надпис в 1287 година. Стенописи от първоначалния период са запазени и в горния етаж на камбанарията. В северната стена на храма има уникална висока 2,6 метра барелефна, почти орелефна, икона на Свети Георги в цял ръст, датирана от XIII или XIV век.
- Стенописи в църквата